# Anne Gee Byrd
Anne Gee Byrd (Toledo (Ohio), 5 januari 1938) is een Amerikaanse theater- en televisieactrice.

## Biografie
Byrd begon in 1975 met acteren in de televisieserie Little House on the Prairie. Hierna heeft zij nog meerdere rollen gespeeld in televisieseries en televisiefilms zoals Dallas (1984), Trial by Jury (1995), Project ALF (1996), 8MM (1999), Philly (2001-2002), Monk (2006) en The Mentalist (2010).
Byrd is in 1961 getrouwd en hebben samen twee dochters. Haar echtgenoot is gestorven op 26 januari 2001.

## Filmografie

### Films
Uitgezonderd korte films.
- 2021 Doula - als Tammi
- 2019 Senior Love Triangle - als Adina
- 2017 And Then There Was Eve - als Blythe
- 2017 The Legend of Master Legend - als Rowena
- 2014 Wild - als Vera
- 2013 I Am I - als Pam
- 2013 Zero Charisma - als Wanda
- 2010 Ghost Phone: Phone Calls from the Dead – als moeder van Dr. Ellis
- 2010 Keeping Up with the Downs - als Mary
- 2003 Boys on the Run – als tante Marilyn
- 1999 The Mating Habits of the Earthbound Human – als de bazin
- 1999 8MM – als senator Michaelson
- 1996 Once You Meet a Stranger – als rechter Lea Cole
- 1996 Project ALF – als Farsworth
- 1995 Trial by Jury – als rechter
- 1994 In the Line of Duty: The Price of Vengeance – als ??
- 1993 Ambush in Waco: In the Line of Duty – als Sue Llamas
- 1992 A Woman Scorned: The Betty Broderick Story – als Lois Marcos
- 1990 An Enemy of the People – als burger
- 1988 Moving – als makelaar
- 1980 The Promise of Love – als Virginia Walker

### Televisieseries
Uitgezonderd eenmalige gastoptredens.
- 2023 Lucky Hank - als Laurel - 5 afl.
- 2018 Break a Hip - als Lenora - 2 afl.
- 2014 Murder in the First - als Betty Harbach - 2 afl.
- 2014 Rake - als Frances Leon - 2 afl.
- 2001 – 2002 Philly – als Annie Maguire – 5 afl.
- 1991 – 1992 Civil Wars – als echter Voorhees – 2 afl.
- 1984 Dallas – als dr. Jeffries – 3 afl.

### Theaterwerk[3]
- 2003 The Jubilee - als Nastasya Fyodorovna Merchutkina
- 2003 Mother Courage and Her Children[4] - als moeder Courage
- 2003 The Long Christmas Dinner[5] - als moeder Bayard / verpleegster
- 2003 All My Sons[6] - als Kate – La Mirada
- 2002 When Grace Comes In – als Belle / Italiaanse gedachte lezeres – La Jolla en Seattle
- 1999 The First Picture Show – als Anne – San Francisco
- 1999 Machinal[7] - als moeder – Los Angeles
- 1998 Patience – als Lady Jane / Alto – Los Angeles
- 1994 The Wood Demon – als ?? – Los Angeles

- International Standard Name Identifier: 0000 0000 4333 1820
- Library of Congress Control Number: no00032307
- Virtual International Authority File: 29074645
- WorldCat: E39PBJv8BFWBchYddykvyyJ4bd